# 小行星6860
小行星6860（英語：6860 Sims）是一颗围绕太阳公转的小行星。1991年2月11日，大友哲、村松修在藤枝市发现了此天体。
这颗小行星的绝对星等为12.68599852882836等。